# Carinatogecko heteropholis
Carinatogecko heteropholis är en ödleart som beskrevs av  Minton et al. 1970. Carinatogecko heteropholis ingår i släktet Carinatogecko och familjen geckoödlor. IUCN kategoriserar arten globalt som otillräckligt studerad. Inga underarter finns listade.